# Sui gia khắc khẩu
Sui gia khắc khẩu là một bộ phim truyền hình được thực hiện bởi Hãng phim Xuân Phước do Xuân Phước làm đạo diễn. Phim phát sóng vào lúc 20h00 từ thứ 2 đến thứ 7 hàng tuần bắt đầu từ ngày 8 tháng 2 năm 2021 và kết thúc vào ngày 7 tháng 4 năm 2021 trên kênh THVL1.
Bộ phim đã lọt vào top 10 phim Việt có tỷ suất người xem cao nhất năm 2021, theo thống kê từ Kantar.

## Nội dung
Sui gia khắc khẩu kể về mối quan hệ ba mẹ chồng nàng dâu, chuyện tình yêu và khát vọng làm giàu trên quê hương của giới trẻ miền quê, được kết nối qua mối quan hệ giữa bốn gia đình Sáu Bảnh (Hoài Linh), Năm Tỏn (Hoàng Sơn), Bảy Tòng (Thanh Tùng), Tám Điệu (Thanh Hằng) ở làng quê miền Tây yên bình. Họ là hàng xóm láng giềng đồng thời là sui gia với nhau.

## Diễn viên
- Hoài Linh trong vai Sáu Bảnh[8][9]
- Thanh Hằng trong vai Tám Điệu
- Phi Phụng trong vai Bà Bảy Tòng
- Phương Dung trong vai Mộng Thu
- Thanh Tùng trong vai Ông Bảy Tòng
- Hoàng Sơn trong vai Năm Tỏn
- Lương Thế Thành trong vai Tấn Lộc
- Thúy Diễm trong vai Ánh Xuân
- Lê Bê La trong vai Thùy An
- Kha Ly trong vai Thúy Liễu
- Thanh Duy trong vai Bảo Nam
- Linh Tý trong vai Minh Khang
- Bích Trâm trong vai Kiều
- Lucy Như Thảo trong vai Chanh
- Lê Huỳnh trong vai Tín[10]
- Mỹ Linh trong vai Hạnh[10]
- Trịnh Xuân Nhản trong vai Phúc
- Cẩm Như trong vai Thoa
- Hà Linh trong vai Linh
- Quỳnh Châu trong vai Hồng

Cùng một số diễn viên khác....

## Nhạc phim
- Nghĩa tình sui gia

Sáng tác: Tuấn Khanh
Thể hiện: Hồ Thanh Danh - Thuận Yến
- Sui gia khắc khẩu

Sáng tác và thể hiện: Sơn Hạ